# Александрович, Степан Хусейнович
Степан Хусейнович Александрович (бел. Сцяпан Хусейнавіч Александровіч; 15 декабря 1921—1 мая 1986) — белорусский советский писатель, литературовед, критик, краевед. Доктор филологических наук (1972), профессор (1974). Заслуженный деятель культуры Белорусской ССР (1984). Член Союза писателей СССР (1955).

## Биография
Родился в рабочей семье в городе Копыле Минской области Белорусской ССР. По этническому происхождению белорусский татарин. Окончил среднюю школу в Копыле. В 1939 году поступил на филологический факультет Белорусского государственного университета и был призван в ряды РККА.
Участник Великой Отечественной войны. Бежал из немецкого плена (Кривой Рог) на Копыльщину. Был партизаном.
Окончил Белорусский государственный университет (1950). Преподавал белорусский язык и литературу в Новоельненской средней школе Дятловского района и в городе Новогрудке (1944—1953), затем — в Минском библиотечном техникуме (1953—1958).
С 1958 по 1963 год — научный сотрудник Института литературы имени Янки Купалы Академии наук Белорусской ССР.
С 1963 года доцент, а с 1974 года — профессор Белорусского государственного университета.
Умер 1 мая 1986 года в Минске.

## Основные научные труды
Исследовал историю белорусской литературы XIX—XX веков, развитие национального книгопечатания и периодической печати, литературные связи, в том числе белорусско-украинские. Придавал значительную роль творчеству Тараса Шевченко. Ему принадлежат артикулы «Тарас Шевченко и Янка Купала», « Тарас Шевченко и Беларусь»(обе — 1958), «Любовь Беларуси»(1964) и другие.
Исследовал историю белорусской литературы в межславянском белорусско-балтийском и общеевропейском историко-культурном контексте. В работе «Пуцявіны роднага слова» (1971) проанализировал процесс становления новой белорусской литературы во 2-й половине XIX — начале XX ст. параллельно с зарождением и развитием национального книгопечатания и периодики. Воссоздал целостную картину белорусских периодических изданий и издательских организаций, показал их роль в идейно-художественном и жанровом росте отечественной словесности, взрослению национального театра, музыки, журналистики, в глубоком изучении фольклора, этнографии и всей культуры Беларуси. В книге «Вальнадумца з-пад Нясвіжа Аляксандр Незабытоўскі» (1975) раскрыл малоизвестные события истории белорусско-польских литературных и гражданско-политических связей в 1840-я годы.
Особые разработки посвятил жизни и деятельности Ф. Скорины, истории народнического «Гомона», газетам «Наша доля» и «Наша ніва», связям Янки Купалы с польской литературой и др. Изучал литературно-историчную биографию Тишки Гартного (Д. Жилуновича). Для созданных С. Александровичем литературных портретов писателей П. Багрыма, Ф. Савича, Ф. Багушевича, Каруся Каганца, Янки Купалы, Якуба Коласа, Тётки, Змитрака Бядули, Кузьмы Чорного и других присущ глубокий историзм, жизненная правдивость.
Действенно прикоснуться до обогащения источниковедческой и текстологической базы по истории белорусской литературы. Придавал принципиальное значение методологии исследований, полемизировал с некоторыми российскими и польскими авторами за их антиисторический подход до понятий «Русь», «русский», «Литва», «литовский», неправдоподобное отожествление российской или литовской культурой достатка собственно белорусской культуры, достигнутых под этими названиями в разные эпохи.
- Александровіч, С. Х. Незабыўнымі сцежкамі. — 2-е выд. дап. і дапрац. / С. Х. Александровіч. — Мінск : Вучпедвыд БССР, 1962. — 221 с.
- Александровіч, С. Х. Па слядах паэтычнай легенды / С. Х. Александровіч. — Мінск : Народная асвета, 1965. — 175 с.
- Александровіч, С. Х. Тут зямля такая. — 2-е выд. дап. і дапрац. / С. Х. Александровіч. — Мінск : Народная асвета, 1985. — 256 с.
- Александровіч, С. Х. Вальнадумца з-пад Нясвіжа Аляксандр Незабытоўскі : З гісторыі беларуска-польскіх літаратурных і грамадска-палітычных сувязей у 40-гады XIX стагоддзя / С. Х. Александровіч. — Мінск : Выд-ва БДУ імя У. І. Леніна, 1975. — 119 с.
- Александровіч, С. Х. Старонкі братняй дружбы : Артыкулы пра літаратурныя сувязі / С. Х. Александровіч. — Мінск : Дзяржвыд БССР, 1960. — 220 с.
- Александровіч, С. Х. Гісторыя і сучаснасць : Літаратурна-крытычныя артыкулы / С. Х. Александровіч. — Мінск : Беларусь, 1968. — 255 с.
- Александровіч, С. Х. Кнігі і людзі : Даследаванні, архіўныя знаходкі, успаміны, эсэ / С. Х. Александровіч. — Мінск : Мастацкая літаратура, 1976. — 207 с.
- Александровіч, С. Х. Пуцявіны роднага слова : Праблемы развіцця беларускай літаратуры і друку другой паловы XIX — пачатку XX ст. / С. Х. Александровіч. — Мінск : БДУ, 1971. — 247 с.
- Александровіч, С. Х. Слова — багацце : Літаратурна-крытычныя артыкулы / С. Х. Александровіч. — Мінск : Мастацкая літаратура, 1981. — 414 с.

Один из авторов «Гісторыі беларускай савецкай літаратуры» (1964) и составителей хрестоматий «Беларуская літаратура XIX стагоддзя» (1971), «Беларуская літаратура XIX-пачатку XX ст.: Хрэстаматыя крытычных матэрыялаў» (1978), «Публицистика белорусских народников : Нелегальные издания белорусских народников (1881—1884)» (1983), «Успаміны пра Цішку Гартнага» (1984).
Подготовил к изданию творческое наследие Ф. К. Богушевича, К. Каганца, А. Павловича, Тётки.

## Литературные произведения
Дебютировал в печати в 1946 году. Писал научно-популярные и публицистические очерки, художественные биографии.
- Александровіч, С. Х. Ад роднае зямли : Аповесць пра маленства і юнацтва Я. Коласа / С. Х. Александровіч. — Мінск : Дзяржвыд БССР, 1962. — 236 с.
- Александровіч, С. Х. На шырокі прастор : Старонкі жыцця Якуба Коласа / С. Х. Александровіч. — Мінск : Мастацкая літаратура, 1972. — 429 с.
- Александровіч, С. Х. Крыжавыя дарогі : Аповесць пра Якуба Коласа / С. Х. Александровіч. — Мінск : Мастацкая літаратура, 1985. — 333 с.
- Александровіч, С. Х. Далёкія зарніцы / С. Х. Александровіч. — Мінск : Беларусь, 1967. — 208 с.
- Александрович, Степан Хусейнович. По следам Франциска Скорины (Из путешествия в Краков и Прагу) // Бригантина: Сборник рассказов о путешествиях, поисках, открытиях.- М.: Молодая гвардия, 1980- С.35-56

## Награды
Награждён Почётной Грамотой Президиума Верховного Совета Белорусской ССР.
Награждался орденами Отечественной войны II степени (Указ Президиума Верховного Совета СССР от 6 апреля 1985 года), Славы III степени, медалями.